# Allocosa millica
Allocosa millica är en spindelart som först beskrevs av Embrik Strand 1906.  Allocosa millica ingår i släktet Allocosa och familjen vargspindlar. Inga underarter finns listade i Catalogue of Life.